# Wilhelm Deecke
Pour les articles homonymes, voir Deecke.
Georg Wilhelm Ernst Deecke (Lübeck, 1er avril 1831 – Strasbourg, 2 janvier 1897) est un professeur et un philologue allemand spécialiste des langues orientales et de l'étrusque.

## Biographie
Wilhelm Deecke étudie au lycée Sainte-Catherine de Lübeck où son père Ernst Deecke est enseignant. 
Après des études de philologie à Leipzig et à Berlin de 1855 à 1870 il devient directeur d'une école secondaire de filles à Lübeck. 
En 1870, Wilhelm Deecke est directeur à Elberfeld et de 1871 à 1879 directeur adjoint de Lycée à Strasbourg.
De 1884 à 1889, il enseigne en tant que professeur principal à l'école secondaire de la Buchsweiler. En raison d'un différend avec ses supérieurs, il est transféré à Mulhouse. 
Il a Albert Schweitzer comme étudiant dans son école Prima.
Deecke est actif dans la recherche scientifique dans le domaine germanique et de la philologie classique en explorant en particulier les anciennes inscriptions du Syllabaire chypriote et de la langue étrusque.
Il est également président de loges maçonniques allemandes et adhérent à la Grande loge maçonnique.
Wilhelm Deecke est marié à Thérèse de Struve. Ils ont trois enfants. Son fils aîné est le géologue Wilhelm Deecke.

## Monnaie étrusque
Wilhelm Deecke a catalogué les diverses émissions monétaires étrusques à partir majoritairement des pièces disponibles à Florence, Londres et Paris en leur attribuant une datation traditionnelle avec l'annotation d'un catalogue de découvertes.

## Ouvrages
- Der Ursprung der Kyrischen Sylbenschrift
- Etruskische Forschungen
- Corssen und die Sprache der Etrusker  Verlag Albert Heitz, Stuttgart, 1875
- Das Etruskische Münzwesen
- Ursprung des Altsemitischen Alphabets
- Neuassyrische Keilschrift
- Das Indische Alphabet
- Über die Arbeitsgebiete des weiblichen Geschlechtes und Gründung einer Weiblichen Gewerbeschule  Verlag H. G. Rathgens, Lübeck 1866
- Friederich Boldemann, eine Lebensskizze  Verlag H. G. Rathgens, Lübeck 1866
- Über Schiller's Auffassung des Künstlerberufs  Verlag von Friedr. Aschenfeldt Lübeck, 1862
- Wilhelm von Bippen (de), ein Lebensbild  Verlag Herman Böhlau, Weimar 1867
- Die deutschen Verwandtschaftsnamen: Eine sprachwissenschaftliche Untersuchung nebst vergleichender Anmerkungen Weimar 1870
- Plaudereien über Schule und Haus  C.F. Schmidt' sche Universitäts Buchhandlung, Strassburg 1884
- Aus meinen Erinnerungen an Emanuel Geibel Verlag Herman Böhlau, Weimar 1885
- Beiträge zur Auffassung der lateinischen Infinitiv-, Gerundial- und Supinum- Konstruktionen. Beilage zum Programm des Gymnasium zu Mülhausen i. E. Verlag Wenz & Peters, Mülhausen,  1890
- Rede zur 25jährigen Jubelfeier des Deutsche Reiches am 18. Januar 1896  Verlag Wenz & Peters, Mühlhausen 1896
- Professor Dr. Adolf Holm (de), ein Erinnerungsblatt zu seinem 70. Geburtstage Verlag H. G. Rathgens, Lübeck 1900